# Édouard Colonne
Pour les articles homonymes, voir Colonne.
Judas dit Jules puis Édouard Colonne, né le 23 juillet 1838 à Bordeaux et mort le 28 mars 1910 dans le 16e arrondissement de Paris, est un violoniste et chef d'orchestre français.
Il est le fondateur des Concerts Colonne en 1873.

## Biographie

### Origines et formation
Édouard Colonne est né dans une famille de musiciens d'origine juive portugaise par sa mère (Ferreira) et italienne (Colonna) par son père : son grand-père Raphaël (1785-1853) et son père Abraham (1812-1875) étaient l'un et l'autre des musiciens professionnels.
Il entre au Conservatoire de Paris en 1856 et remporte un premier prix d'harmonie en 1858 puis, en 1863, un premier prix de violon.

### Carrière
Durant ses études au conservatoire, il est violoniste du rang au Théâtre-Lyrique (actuellement théâtre de la Ville) avant de devenir, en 1858, premier violon à l'orchestre de l'Opéra de Paris. Il est également second violon du Quatuor Lamoureux, aux côtés du violoniste Charles Lamoureux (lequel fondera par la suite l'orchestre Lamoureux, grand rival des Concerts Colonne), puis dans l'orchestre de Jules Pasdeloup, où il effectue ses premières armes à la baguette.
En 1873, grâce aux fonds apportés par la maison d'édition musicale Hartmann, il fonde le « Concert National » au théâtre de l'Odéon. Il donne, lors du concert inaugural, la première mondiale de l'oratorio de César Franck Rédemption, avec Vincent d'Indy à la direction du chœur.
Après le retrait d'Hartmann en raison de difficultés financières, il crée son propre orchestre, les  Concerts du Châtelet, rapidement rebaptisé  Association artistique des Concerts Colonne. En résidence au théâtre du Châtelet, l'orchestre se fait une spécialité du répertoire français contemporain.
En 1892, il est nommé directeur artistique de l'orchestre de l'Opéra de Paris, où il avait débuté, mais il n'y reste qu'une saison, préférant se consacrer désormais à sa propre formation.
Il est, avec André Messager et Camille Chevillard, l'un des trois chefs français de renom pionniers de l'enregistrement orchestral. En 1906-1907, il réalise une vingtaine d'enregistrements pour Pathé à la tête d'un orchestre réduit, comme l'imposait à l'époque la technique de prise de son par cornet acoustique.
Colonne meurt en mars 1910 à son domicile parisien, 21 rue Louis-David, des suites d'une longue maladie. Il est enterré au cimetière du Père Lachaise,.

### Famille
Époux en premières noces d'Irma Marié de L'Isle (1841-1891), sœur de la cantatrice Célestine Galli-Marié, il a deux enfants, Mathilde (1862-1941), qui épousera le compositeur et éditeur de musique Antony Choudens puis en juin 1896 le banquier Hermann Hirsch-Neumann, et Édouard (1863-1882).
Colonne se remarie en septembre 1886 avec la soprano et professeur de chant Eugénie Vergin (1854-1941), avec qui il a deux autres enfants, Félix (1888-?) et Daniel (1892-1916).
Aucun de ses quatre enfants ne semble avoir laissé de descendance.

### Distinctions
- D'Édouard Colonne
  -  Officier d'académie (1877)
  - Chevalier de l'Ordre du Christ (Portugal)
  - Chevalier de l'Ordre impérial de la Rose (Brésil)[14]
  -  Chevalier de la Légion d'honneur au titre du ministère de l'Instruction publique et des Beaux-Arts (décret du 9 février 1880)[15]
  -  Officier de la Légion d'honneur au titre du ministère de l'Instruction Publique et des Beaux-Arts (décret du 16 août 1900)[16]
- D'Eugénie Vergin-Colonne
  -  Officier d'académie (arrêté du 14 janvier 1890)
  -  Officier de l'Instruction publique (arrêté du 22 janvier 1898)
  -  Chevalier de la Légion d'honneur au titre du ministère de l'Instruction publique (décret du 3 février 1929)[17]

## Postérité
Plusieurs rues portent son nom en France :
- Rue Édouard-Colonne dans le 1er arrondissement de Paris, depuis 1912.
- Rue Édouard Colonne à Bordeaux, sa ville natale.
- Rue Édouard Colonne à Aix-les-Bains.
- Rue Édouard Colonne à Nanterre.

Une salle du musée Hector-Berlioz à la Côte-Saint-André porte également son nom.
Par contre, aucune plaque commémorative n'a, à ce jour, été apposée sur sa maison natale à Bordeaux au 230, rue Sainte-Catherine, ni sur son dernier domicile parisien au 21, rue Louis-David.

## Discographie
- Édouard Colonne, Intégrale des enregistrements Pathé-Saphir, Tahra, 1999, réf. COL 001 [gravures d'œuvres de Beethoven, Berlioz, Bizet, Brahms, Chopin, Delibes, Godard, Gounod, Massenet, Mozart, Saint-Saëns, Schubert, Wagner, Weber et Widor réalisées en 1906-1907 et numérisées par Claude Fihman].

## Iconographie

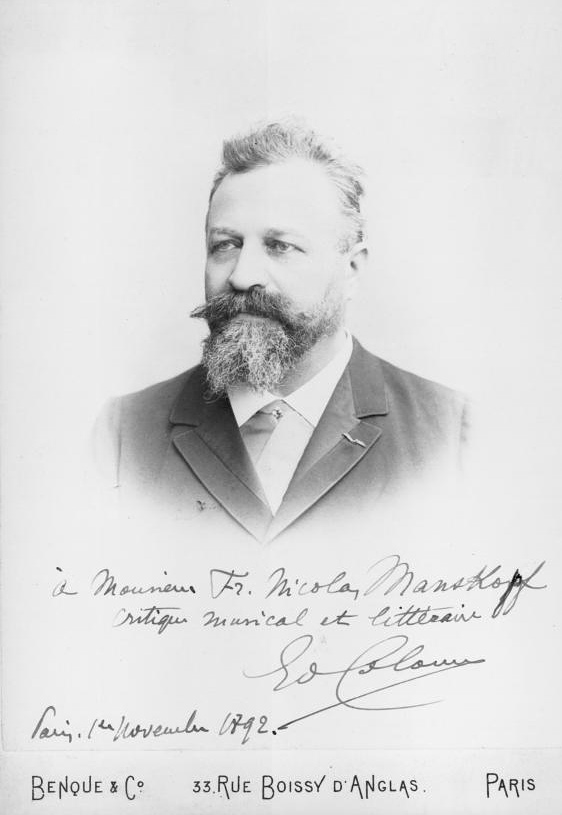
Photographie d'Édouard Colonne[19].
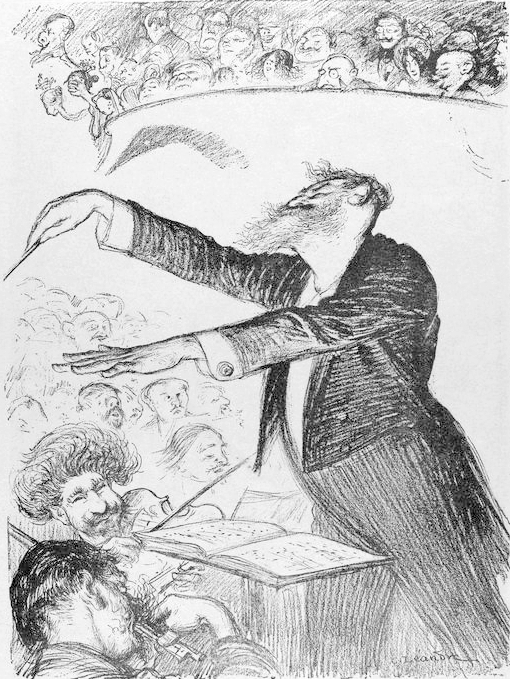
M. Edouard Colonne laissant échapper un pianissimo, dessin de Charles Léandre[20].
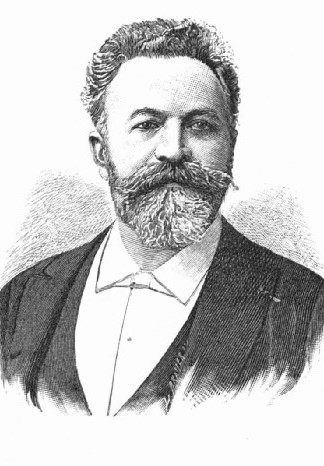
Portrait d'Édouard Colonne gravé par Henri Othon Brauer pour l'album d'Angelo Mariani vantant son cordial en 1894[21].
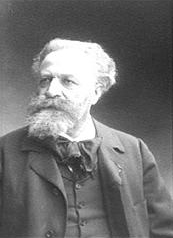
Photographie d'Édouard Colonne par Nadar en 1900.